# Argovejo

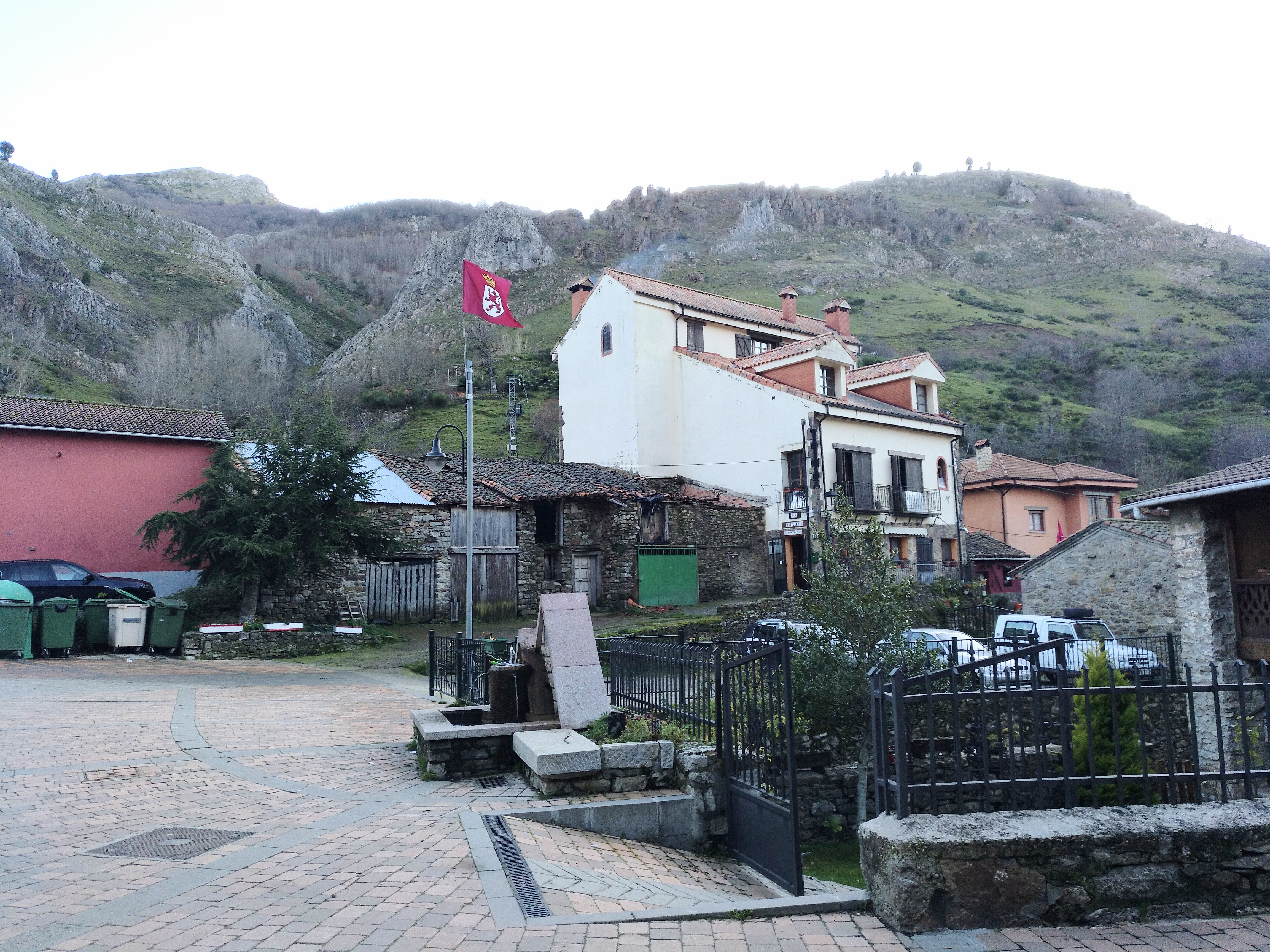
Vista del centro de Argovejo

Argovejo es una villa española, perteneciente al municipio de Crémenes, en la provincia de León y la comarca de Montaña Oriental, en la comunidad autónoma de Castilla y León.
Situado a la derecha del río Esla.
Los terrenos de Argovejo limitan con los de Las Salas al norte, Remolina al este, Aleje y Villayandre al sur, y Crémenes al oeste.

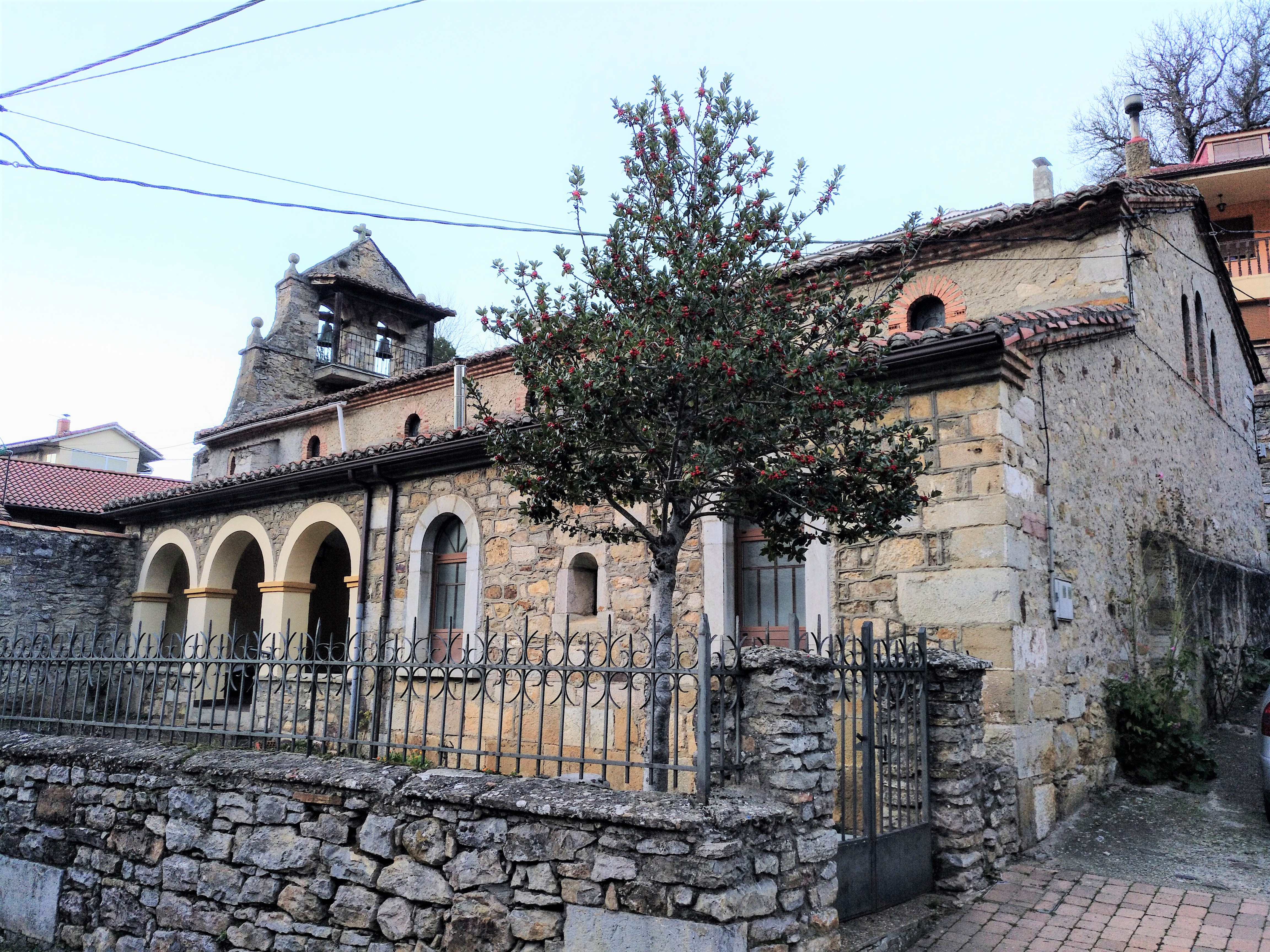
Iglesia de San Andrés

- Datos: Q5703772
- Multimedia: Argovejo / Q5703772